# Ijalanda
Ijalanda (másképp Jalanda vagy Jalanti, [(KUR) URU(i-)i̯a-la-an-da/ti] Nyugat-Anatólia késő bronzkori települése vagy állama. A KUR nem minden említése alkalmával szerepel a névben, az URU determinatívum pedig egyszerűen településre utal. Lokalizálása vitatott.
Mindenképpen az arzavai térségben keresendő, Arzava részekre bomlása és részeinek önállósodása körüli időszakban. Legelső említése Tavagalavasz hettita királyhoz (valószínűleg II. Muvatalliszhoz) írt levelében (KUB 14,3) található, mint Szallapa várossal határos terület. Szallapáról ma már tudjuk, hogy a későbbi Phrügia területén állt.
Lükia említései teszik kérdésessé a helyzetét. A lükökről korábban azt gondolták, hogy a későbbi Lükia körzetében éltek, és a luvik egyik ágát képezik. Ma már a luvik befolyási övezetét (elterjedését) sokkal nagyobbnak gondolják, mint korábban. Emellett több ókori forrás is értelmezhető úgy, hogy a lükök két nagyobb csoportra oszlottak, az északi és déli lükökre. Ezért nem csak Lükia, hanem a teljes Iónia szóba jöhet. A következő említése Madduvatta arzavai király levelében (KUB 14,1) van, ez az uralkodó viszont nagy kiterjedésű birodalmat kormányzott.
III. Hattuszilisz is meglátogatta a várost, miután Pijamaradu arzavai királlyal szerződést kötött.
Ijalanda egyik felmerülő azonosítása Íliosz lehet, amely Vilusza állammal azonos. Elképzelhető, hogy Vilusza fővárosa volt, vagy Viluszát említették még ezen a néven is. Esetleg a hettita eredetű Taruisza (=Trója(?)) későbbi neve.